# Absorptionsgrad
Der Absorptionsgrad {\displaystyle \alpha }, auch: Schluckgrad, gibt an, welcher Teil der Leistung einer auftreffenden Welle (z. B. Schall oder elektromagnetischen Strahlung wie Licht) von einer Fläche absorbiert, d. h. aufgenommen, wird.

## Grundlegende Zusammenhänge der gestörten Ausbreitung
- Der Emissionsgrad ε ist ein Maß für die (gerichtete oder ungerichtete) Intensität, für die der Körper selbst die Quelle ist.
- Der Remissionsgrad, meist auch ρ, ist ein Maß für die gesamte zurückgeworfene Intensität, die sich aus Reflexion und Emission ergibt.
- Der Absorptionsgrad α ist ein Maß für die vom Körper absorbierte Intensität.
- Der Transmissionsgrad τ ist ein Maß für die durchgelassene Intensität.
- Der Dissipationsgrad δ ist ein Maß für die in thermische Energie umgesetzte, also durch Dissipation „verlorengegangene“ Intensität.
- Der Reflexionsgrad ρ ist ein Maß für die reflektierte Intensität, die von außen kommt.

In der Akustik wird der Transmissionsgrad τ als Teil des Absorptionsgrads α angesetzt, weil es für die Raumakustik egal ist, ob die Schallenergie in einem Raum durch Umwandlung in thermische Energie oder ins Freie bzw. in einen Nachbarraum verloren geht:
{\displaystyle \alpha =\delta +\tau }
Daraus ergibt sich für den Schall:
{\displaystyle {\begin{alignedat}{2}\Rightarrow &\rho +\alpha &&=1\\\Leftrightarrow &\rho +(\delta +\tau )&&=1\end{alignedat}}}
Hingegen werden bei elektromagnetischer Strahlung Absorption und Transmission getrennt behandelt, da hier meist die Gesamt-Emission eines Körpers von Interesse ist, weniger die Richtung. Der Absorptionsgrad ist in diesem Fall ein Maß für die „verlorengegangene“ Intensität:
{\displaystyle \rho +\tau +\alpha =1}
D. h. die eingestrahlte Energie (Intensität) wird zum Teil reflektiert, zum Teil durchgelassen, und der Rest absorbiert (vom Medium „verschluckt“).

## Schallwellen
Bei Schallwellen gibt der Absorptionsgrad an, wie groß der absorbierte Anteil am gesamten einfallenden Schall ist, jeweils ausgedrückt in Schallintensitäten {\displaystyle I}:
{\displaystyle \alpha ={\frac {I_{\mathrm {a} }}{I_{0}}}}
- bei α = 1 wird der komplette einfallende Schall absorbiert, d. h. eine Reflexion findet nicht mehr statt (Beispiel: offenes Fenster oder idealer schalltoter Raum).
- bei α = 0,5 werden 50 % der Schallenergie absorbiert und 50 % reflektiert.
- bei α = 0 findet keine Absorption statt, der gesamte einfallende Schall wird reflektiert.

Je nach Schallschlucksystem liegen die Werte des Absorptionsgrades normalerweise zwischen 0,2 und 0,8, das hängt vom Oberflächenmaterial und der Frequenz ab. Gelegentlich werden Werte größer 1 angegeben. Dies wird unter praxisnahen Bedingungen bestimmt und trägt der Tatsache Rechnung, dass die wirksame Fläche eines Absorbers etwas größer ist als seine geometrische Fläche.
Für die Schallempfindung in einem Raum spielt das Verhältnis von absorbierter und reflektierter Schallenergie eine ausschlaggebende Rolle: {\displaystyle {\tfrac {\alpha }{\rho }}=?}

### Absorptionsvermögen
Das Absorptionsvermögen A (auch äquivalente Absorptionsfläche oder Fläche offenes Fenster) einer Wand gibt an, wie klein die Wand bei gleicher Absorptionswirkung sein könnte, wenn sie ideal absorbieren würde:
{\displaystyle A=\alpha \cdot S}
mit der Wandfläche S in m².
Die äquivalente Absorptionsfläche wird angegeben in der Maßeinheit Sabin.
Da die Absorptionswirkung in einem Material mit der Schallschnelle ansteigt, sollte sich der Absorber wirkungsvoll im Schnelle-Maximum beim Wandabstand d/4 befinden oder eine entsprechende Dichte haben. Einfacher messbar ist das Schalldruck-Minimum, das genau an der Stelle des Schnelle-Maximums liegt.

## Elektromagnetische Strahlung
Von der auf die Oberfläche eines Körpers treffenden Strahlung wird in der Regel ein Teil reflektiert, ein Teil durch den Körper durchgelassen und der Rest absorbiert. Die absorbierte Energie vermehrt die innere Energie des Körpers. Der Absorptionsgrad (auch Absorptionskoeffizient bzw. spektraler Absorptionskoeffizient SAK) gibt an, welcher Bruchteil der auftreffenden Strahlung absorbiert wird. Er kann Werte zwischen 0 und 1 annehmen, die Extremwerte 0 und 1 werden in der Praxis nur näherungsweise erreicht. Der Absorptionsgrad kann von der Einstrahlrichtung und der Frequenz der einfallenden Strahlung abhängen. Je nachdem, ob diese Richtungs- und Frequenzverteilungen explizit berücksichtigt werden sollen oder nicht, lassen sich vier verschiedene Absorptionsgrade angeben.

### Gerichteter spektraler Absorptionsgrad
Die spektrale Bestrahlungsdichte {\displaystyle K_{\Omega \nu }(\beta ,\varphi ,\nu )} (Einheit: W·m−2·Hz−1·sr−1), der ein Körper ausgesetzt ist, gibt an, welche Strahlungsleistung bei der Frequenz {\displaystyle \nu } aus der durch den Polarwinkel {\displaystyle \beta } und den Azimutwinkel {\displaystyle \varphi } gegebenen Richtung pro Fläche, pro Frequenzbreite und pro Raumwinkel auf den Körper trifft.
Der gerichtete spektrale Absorptionsgrad eines Körpers gibt an, welcher Bruchteil der bei der Frequenz {\displaystyle \nu } aus der durch die Winkel {\displaystyle \beta } und {\displaystyle \varphi } gegebenen Richtung einfallenden spektralen Bestrahlungsdichte {\displaystyle K_{\Omega \nu }(\beta ,\varphi ,\nu )} von einem Oberflächenelement des Körpers absorbiert wird:
{\displaystyle a_{\nu }^{\prime }(\beta ,\varphi ,\nu ,T)={\frac {K_{\Omega \nu }^{\mathrm {abs} }(\beta ,\varphi ,\nu )}{K_{\Omega \nu }(\beta ,\varphi ,\nu )}}\,}.
Der gerichtete spektrale Absorptionsgrad ist eine Materialeigenschaft und hängt nicht von den Eigenschaften der (aus äußeren Strahlungsquellen stammenden) spektralen Bestrahlungsstärke ab. Er ist in der Regel richtungs- und frequenzabhängig und wird auch von der Oberflächenbeschaffenheit des Körpers (z. B. Rauheit) stark beeinflusst.

### Hemisphärischer spektraler Absorptionsgrad
Die spektrale Bestrahlungsstärke {\displaystyle E_{\nu }(\nu )} (Einheit: W m−2 Hz−1), der ein Körper ausgesetzt ist, gibt an, welche Strahlungsleistung bei der Frequenz {\displaystyle \nu } aus dem gesamten Halbraum pro Fläche und pro Frequenzintervall auf den Körper trifft:
{\displaystyle E_{\nu }(\nu )=\int _{\mathrm {Halbraum} }\,K_{\Omega \nu }(\beta ,\varphi ,\nu )\,\cos(\beta )\,\mathrm {d} \Omega }.
Der Kosinusfaktor berücksichtigt den Umstand, dass bei Einstrahlung aus einer beliebigen durch {\displaystyle \varphi } und {\displaystyle \beta } gegebenen Richtung nur die auf dieser Richtung senkrecht stehende Projektion {\displaystyle \cos(\beta )\mathrm {d} A} der Fläche {\displaystyle \mathrm {d} A} als effektive Empfangsfläche auftritt. {\displaystyle \mathrm {d} \Omega } ist ein Raumwinkelelement:
{\displaystyle \mathrm {d} \Omega =\sin(\varphi )\,\mathrm {d} \beta \,\mathrm {d} \varphi }.
Der hemisphärische spektrale Absorptionsgrad eines Körpers gibt an, welcher Bruchteil der bei der Frequenz {\displaystyle \nu } aus dem Halbraum einfallenden spektralen Bestrahlungsstärke {\displaystyle E_{\nu }(\nu )} von einem Oberflächenelement des Körpers absorbiert wird:
{\displaystyle a_{\nu }(\nu ,T)={\frac {E_{\nu }^{\mathrm {abs} }(\nu )}{E_{\nu }(\nu )}}\,}
{\displaystyle ={\frac {1}{E_{\nu }(\nu )}}\,\int _{\mathrm {Halbraum} }\,a_{\nu }^{\prime }(\beta ,\varphi ,\nu ,T)K_{\Omega \nu }(\beta ,\varphi ,\nu )\,\cos(\beta )\,\mathrm {d} \Omega \,}.

### Gerichteter Gesamtabsorptionsgrad
Die Bestrahlungsdichte {\displaystyle K_{\Omega }(\beta ,\varphi )} (Einheit: W·m−2·sr−1), der ein Körper ausgesetzt ist, gibt an, welche Strahlungsleistung auf allen Frequenzen aus der durch die Winkel {\displaystyle \beta } und {\displaystyle \varphi } gegebenen Richtung pro Fläche und pro Raumwinkel auf den Körper trifft:
{\displaystyle K_{\Omega }(\beta ,\varphi )=\int _{\nu =0}^{\infty }\,K_{\Omega \nu }(\beta ,\varphi ,\nu )\,\mathrm {d} \nu }.
Der gerichtete Gesamtabsorptionsgrad eines Körpers gibt an, welcher Bruchteil der auf allen Frequenzen aus der durch die Winkel {\displaystyle \beta } und {\displaystyle \varphi } gegebenen Richtung einfallenden Bestrahlungsdichte {\displaystyle K_{\Omega }(\beta ,\varphi )} von einem Oberflächenelement des Körpers absorbiert wird:
{\displaystyle a^{\prime }(\beta ,\varphi ,T)={\frac {K_{\Omega }^{\mathrm {abs} }(\beta ,\varphi )}{K_{\Omega }(\beta ,\varphi )}}}
{\displaystyle ={\frac {1}{K_{\Omega }(\beta ,\varphi )}}\,\int _{\nu =0}^{\infty }\,a_{\nu }^{\prime }(\beta ,\varphi ,\nu ,T)K_{\Omega \nu }(\beta ,\varphi ,\nu )\,\mathrm {d} \nu }.

### Hemisphärischer Gesamtabsorptionsgrad
Die Bestrahlungsstärke {\displaystyle E} (Einheit: W m−2), der ein Körper ausgesetzt ist, gibt an, welche Strahlungsleistung auf allen Frequenzen aus dem gesamten Halbraum pro Flächeneinheit den Körper trifft:
{\displaystyle E=\int _{\nu =0}^{\infty }\int _{\mathrm {Halbraum} }\,K_{\Omega \nu }(\beta ,\varphi ,\nu )\,\cos(\beta )\,\mathrm {d} \Omega \,\mathrm {d} \nu }.
Der hemisphärische Gesamtabsorptionsgrad eines Körpers gibt an, welcher Bruchteil der auf allen Frequenzen aus dem Halbraum einfallenden Bestrahlungsstärke {\displaystyle E} von einem Oberflächenelement des Körpers absorbiert wird:
{\displaystyle a(T)\,={\frac {E^{\mathrm {abs} }}{E}}={\frac {1}{E}}\,\int _{0}^{\infty }\,\int _{\mathrm {Halbraum} }\,a_{\nu }^{\prime }(\beta ,\varphi ,\nu ,T)K_{\Omega \nu }(\beta ,\varphi ,\nu )\,\cos(\beta )\,\mathrm {d} \Omega \,\mathrm {d} \nu }.
Alle Strahlgrößen und Absorptionsgrade können natürlich auch als Funktion der Wellenlänge anstatt der Frequenz formuliert werden.

### Eigenschaften
| Material           | α           |
| ------------------ | ----------- |
| Aluminium, poliert | 0,20        |
| Asphalt            | 0,93        |
| Blätter, grün      | 0,71 … 0,79 |
| Dachpappe, schwarz | 0,82        |
| Eisen, rau         | 0,75        |
| Eisen, verzinkt    | 0,38        |
| Gold, poliert      | 0,29        |
| Kupfer, oxidiert   | 0,70        |
| Kupfer, poliert    | 0,18        |
| Marmor, weiß       | 0,46        |
| Ruß                | 0,96 (ca.)  |
| Schiefer           | 0,88        |
| Schnee, sauber     | 0,20 … 0,35 |
| Silber, poliert    | 0,13        |
| Ziegel, rot        | 0,75        |
| Zinkweiß           | 0,22        |

Der gerichtete spektrale Absorptionsgrad beschreibt die Richtungs- und Frequenzabhängigkeit der Strahlungsabsorption. Der hemisphärische spektrale Absorptionsgrad beschreibt nur die Frequenzabhängigkeit, der gerichtete Gesamtabsorptionsgrad nur die Richtungsabhängigkeit und der hemisphärische Gesamtabsorptionsgrad nur die insgesamt absorbierte Strahlungsleistung.
Nur der gerichtete spektrale Absorptionsgrad ist eine Materialeigenschaft des betrachteten Körpers. Die anderen Absorptionsgrade hängen auch von der (durch äußere Strahlungsquellen bestimmten) Richtungs- und Frequenzverteilung der einfallenden Strahlung ab. So hat beispielsweise weißer Lack im sichtbaren Frequenzbereich einen geringen spektralen Absorptionsgrad, absorbiert also von einfallender Sonnenstrahlung nur einen geringen Anteil: der Gesamtabsorptionsgrad ist für Strahlung in diesem Frequenzbereich niedrig. Im langwelligen Infrarot hingegen hat er einen hohen spektralen Absorptionsgrad, absorbiert also von einfallender (bei Raumtemperatur emittierter) Wärmestrahlung einen hohen Anteil: der Gesamtabsorptionsgrad ist für Strahlung in diesem Frequenzbereich hoch.
Nach dem kirchhoffschen Strahlungsgesetz ist für jeden Körper der gerichtete spektrale Absorptionsgrad gleich dem gerichteten spektralen Emissionsgrad. Für die anderen Absorptions- und Emissionsgrade gilt die Gleichheit nur unter zusätzlichen Voraussetzungen.
Ein ideal absorbierender Körper, der alle auf ihn treffende elektromagnetische Strahlung vollständig aufnimmt, wird Schwarzer Körper genannt. Er ist nach dem kirchhoffschen Strahlungsgesetz auch ein idealer Emitter, der die größte physikalisch mögliche thermische Strahlungsleistung abgibt. Die abgegebene Strahlung hat zudem eine universelle Frequenzverteilung, die durch das plancksche Strahlungsgesetz beschrieben wird.
Ein Körper, dessen gerichteter spektraler Absorptionsgrad nicht von der Richtung abhängt, ist ein diffuser Absorber. Ein Körper, dessen gerichteter spektraler Absorptionsgrad nicht von der Frequenz abhängt, ist ein Grauer Körper. In beiden Fällen ergeben sich oft erhebliche Vereinfachungen für Strahlungsberechnungen, so dass reale Körper oft – soweit möglich – näherungsweise als diffuse Absorber und Graue Körper betrachtet werden.